# Buttsbury
Buttsbury is een zo goed als verdwenen plaats in het Engelse graafschap Essex. Het ligt luttele kilometers ten oosten van Ingatestone en maakt deel uit van de civil parish Stock.
Buttsbury komt in het Domesday Book (1086) voor als 'Cinga'. Men telde er indertijd een bevolking van 19 huishoudens en akkerland ter grootte van 6 ploegen. In 1870-72 telde het dorp nog 531 inwoners. Wat er nu van rest is een oude kerk en een paar boerderijen. De Mariakerk dateert uit de veertiende en vijftiende eeuw, hoewel later ingrijpende renovaties werden uitgevoerd. Dit gebouw staat op de Britse monumentenlijst.